# Bitdefender
Bitdefender е компания за киберсигурност в Букурещ, Румъния.
Основана е през 2001 г. от Флорин Талпеш, който е неин директор. Предлага антивирусен софтуер, приложения за интернет сигурност и други подобни продукти.
Над 500 милиона потребители по целия свят са използвали продукти на Bitdefender през 2018 г.

## Продукти
Bitdefender разработва програми, отнасящи се до киберсигурността.

### За дома
- Bitdefender BOX
- Bitdefender Total Security
- Bitdefender Internet Security
- Bitdefender Antivirus Plus
- Bitdefender Family Pack
- Bitdefender Antivirus for Mac
- Bitdefender Antivirus Free

### За бизнеса
- Bitdefender Small Office Security
- Bitdefender Security for Endpoints

### Мобилни приложения
- Bitdefender Mobile Security for Android
- Bitdefender Mobile Security for iOS
- Bitdefender Antivirus Free for Android

## Технологии
Bitdefender Antispam NeuNet – филтър за спам, който автоматично разпознава новите заплахи на базата на вече проведени тестове.
B-HAVE – през 2006 г. тази технология е разработена, за да се справя с неизвестни заплахи.
Active Virus Control – Bitdefender пуска тази технология през 2009 г. Функционира, като продължително време наблюдава системните процеси и следи за съмнителни действия.
Photon Technology – през 2014 г. Bitdefender въвежда нова функция, като цели да подобри производителността на компютъра.
Content filtering – сканиране за спам и фишинг и откриване на нови заплахи.
Machine learning – Bitdefender залага на изкуствен интелект, за да открива успешно нови вируси, като анализира голямо количество информация и създава „модели на поведение“.